# The Ultimate Incantation
Albums de Vader
De Profundis
(1995)
The Ultimate Incantation est le premier album studio du groupe de Death metal polonais Vader. L'album est sorti en novembre 1992 sous le label Earache Records.

## Musiciens
- Piotr "Peter" Wiwczarek − chant, guitare
- Jaroslaw "China" Labieniec - guitare
- Jacek "Jackie" Kalisz - basse
- Krysztof "Doc" Raczkowski − batterie

## Liste des morceaux
1. Creation – 1:30
2. Dark Age – 4:40
3. Vicious Circle – 2:53
4. The Crucified Ones – 3:37
5. The Final Massacre – 4:54
6. Testimony – 4:01
7. Reign Carrion – 6:49
8. Chaos – 4:27
9. One Step to Salvation – 3:48
10. Demon's Wind – 4:27
11. Decapitated Saints – 2:28
12. Breath of Centuries – 4:51